# ياسوماسا ماكينو
ياسوماسا ماكينو (باليابانية: 牧野 安正) (1 يوليو 1973 في شيزوكا في اليابان – )؛ هو لاعب كرة قدم سابق كان يلعب كمهاجم.